# Wysoka Zaborska
Wysoka Zaborska (dodatkowa nazwa w j. kaszub. Wësokô Zôbòrskô, niem. Wissokasaborska) – wieś kaszubska w Polsce położona w województwie pomorskim, w powiecie chojnickim, w gminie Brusy na północnym obrzeżu Zaborskiego Parku Krajobrazowego. Wieś jest częścią składową sołectwa Leśno.
We wsi znajduje się 11 zabytkowych domów.
W latach 1975–1998 miejscowość administracyjnie należała do województwa bydgoskiego.